# Metal: Hellsinger
Metal: Hellsinger ist ein rhythmisches Ego-Shooter-Videospiel, das vom schwedischen Entwickler The Outsiders für Microsoft Windows, PlayStation 4 und 5 und Xbox Series X/S entwickelt wurde. Es wurde von Funcom am 15. September 2022 veröffentlicht.

## Spielprinzip
Das Spiel mischt Elemente aus Ego-Shootern und Rhythmusspielen und orientiert sich insbesondere am Doom-Reboot von 2016. Beim Navigieren durch die dämonische Spielwelt werden die Spieler mit einer Vielzahl von Dämonen konfrontiert und dabei von einem Heavy-Metal-Score begleitet. Der Spieler verursacht zusätzlichen Schaden, wenn die Angriffe mit dem Takt der Musik synchronisiert ausgeführt werden, wobei zusätzliche Instrumente dem Lied beitreten, wenn das Combo-Meter ansteigt. Dieses Messgerät kann auch durch Ausführen anderer Aktionen, wie z. B. Stürzen und Nachladen, im Takt beibehalten werden. Der Beat wird auch in Umgebungselementen wie Feueranimationen dargestellt, was im Spiel als „natürlichen Rhythmus des Universums“ bezeichnet wird. Zusätzliche Herausforderungslevel namens Torments können geschlagen werden, um Power-Ups freizuschalten.
Das Spiel greift auch auf Elemente des Bullet-Hell-Genres zurück, mit einer großen Anzahl von Projektilen auf dem Schlachtfeld in einigen Kämpfen. Der Spieler verfügt dabei über ein hohes Maß an Manövrierfähigkeit, da man wie in Doom Eternal in der Luft doppelt springen und vorwärts stürmen kann. Das Manövrieren ist der Schlüssel in diesen Bullet-Hell-Segmenten. Das Spiel ist in neun Ebenen der Hölle unterteilt (einschließlich des Tutorials), von denen jede in einem Bosskampf gegen eine Manifestation der Richterin, dem Antagonisten des Spiels, gipfelt.

## Handlung
Eine verlorene Seele namens „The Unknown“ versucht, ihre gestohlene Stimme wiederzuerlangen. Sie muss aus ihrem Gefängnis in der Hölle ausbrechen und sich gegen den Herrscher der Hölle, den Roten Richter, durchkämpfen. Sie wird von Paz begleitet, einem sprechenden Schädel, der als Erzähler des Spiels fungiert. Entschlossen, ihr eigenes prophezeites Schicksal zu verhindern, schickt die Richterin die Armeen der Hölle, um The Unknown aufzuhalten.

## Entwicklung
Die Entwicklung begann nach der Einstellung des vorherigen Spiels von The Outsiders, Darkborn. Das Team entschied sich aus Budgetgründen und der technischen Notwendigkeit, die Musik für das Fury-Meter-System in Schichten aufzuteilen, für ihre eigene Musik anstelle von vorhandenem Metal. Das Spiel wurde im Juni 2020 angekündigt, ursprünglich für ein Erscheinen im Jahr 2021 geplant, aber auf 2022 verschoben, „um die hohen Erwartungen an das Spiel zu erfüllen“.

## Soundtrack
Alle Kompositionen stammen von Two Feathers, wobei jeder Song von einem Gastsänger begleitet wird.
| No.           | Title                                             | Lead vocals       | Length  |
| ------------- | ------------------------------------------------- | ----------------- | ------- |
| 1.            | "The Hellsinger (Main Theme)"                     | none              | 3:16    |
| 2.            | "Through You"                                     | Mikael Stanne     | 2:37    |
| 3.            | "This is the End"                                 | Mikael Stanne     | 5:29    |
| 4.            | "Blood and Law"                                   | Mikael Stanne     | 6:15    |
| 5.            | "Stygia"                                          | Alissa White-Gluz | 5:43    |
| 6.            | "Infernal Invocation I: Hopes and Fears"          | Mikael Stanne     | 1:35    |
| 7.            | "Burial at Night"                                 | Tatiana Shmayluk  | 5:38    |
| 8.            | "Infernal Invocation II: Defiance"                | Mikael Stanne     | 1:36    |
| 9.            | "This Devastation"                                | Matt Heafy        | 5:41    |
| 10.           | "Infernal Invocation III: Dreaming in Distortion" | Mikael Stanne     | 1:58    |
| 11.           | "Poetry of Cinder"                                | James Dorton      | 4:53    |
| 12.           | "Dissolution"                                     | Björn Strid       | 5:37    |
| 13.           | "Acheron"                                         | Randy Blythe      | 4:39    |
| 14.           | "Silent No More"                                  | Dennis Lyxzén     | 6:36    |
| 15.           | "No Tomorrow"                                     | Serj Tankian      | 6:58    |
| Total length: | Total length:                                     | Total length:     | 1:08:31 |

## Rezeption
Eurogamer äußerte sich positiv über das Spiel und sagte, dass es sich „wie ein Ausbruch von Emotionen anfühlt, als ob das Spiel selbst auch eine andere, persönlichere Art von Gestalt ist“, abgesehen von seinen Verweisen auf das Genre. IGN gab eine durchschnittliche Wertung und sagte, dass das Spiel zwar gut, aber sehr kurz sei und die Bosse sich wiederholten. PC Gamer hatte eine ähnliche Bewertung gegeben und fügte hinzu, dass es ein gutes Spiel mit hohem Wiederspielwert, einigen netten Ideen und einem guten Soundtrack sei, aber eine alberne Geschichte habe.